# دبروجة الشمالية

خريطة رومانيا وبلغاريا مع منطقة دبروجة، حيث تظهر دبروجة الشمالية باللون البرتقالي ودبروجة الجنوبية باللون الأصفر.

دُبْرُوْجَة الشمالية (بالرومانية: Dobrodea de nord)‏، (بالبلغارية: Cеверна Добруджа)‏ جزء من دبروجة وتفع في رومانيا بين نهر الدانوب والبحر الأسود، ويحدها من الجنوب دبروجة الجنوبية.

## الجغرافيا

### المدن
- قنسطنطة.
- تولتشيا.
- مجيدية.
- مانغالايا.